# مارك هيكس
مارك هيكس (بالإنجليزية: Mark Hicks)‏ هو فنان ورسام أمريكي، ولد في 1958.